# Rysumer Mühle
Die Rysumer Mühle ist ein dreistöckiger, aus Ziegelstein errichteter, achtkantiger Galerieholländer im Rundwarftendorf Rysum in der Krummhörn. Die Mühle wurde 1895 erbaut. Heute ist sie eine Museumsmühle, die besichtigt werden kann. Die technische Ausstattung der Mühle wurde durch eine Interessengemeinschaft instand gesetzt und ist funktionsfähig.

## Geschichte
Die Rysumer Windmühle wurde 1895 als zweistöckiger Galerieholländer erbaut. Nach einem Brand am 12. Mai 1917 wurde sie 1921 um ein Stockwerk erhöht, mit einem Steert versehen und mit Teilen einer Mühle aus Varel neu errichtet und in Betrieb genommen. Bis in das Jahr 1950 wurde die Mühle mit Windkraft betrieben, bis etwa 1960 mit Motorkraft. Die Stilllegung der Mühle erfolgte im Jahr 1964. Die technische Einrichtung wurde demontiert und in der Bad Zwischenahner Mühle wieder verwendet. Im Jahr 1988 wurde durch die Interessengemeinschaft Rysum eine Wiederinbetriebnahme der Mühle angeregt, die in den Jahren 1989 bis 1995 erfolgte. Am 30. September 1995 verkündete die Interessengemeinschaft, jetziger Eigentümer der Mühle, den Abschluss des Wiederaufbaus. Die Kappe der Mühle besteht aus Kupfer. Das Flügelsystem besteht aus vier Segelgatterflügeln, die Mühlentechnik ist funktionsfähig.